# Империја (град)
Империја (итал. Imperia) град је у северозападној Италији. Град је средиште истоименог округа Империја у оквиру италијанске покрајине Лигурија.

## Природне одлике
Град Империја је смештен у подручју Ђеновског залива, дела Тиренског мора. Град се сместио у невеликој приморској долини на ушћу речице Имперо у море. Изнад долине се стрмо издижу Лигуријски Алпи.

## Историја
Империја је млад град, образован 1923. године спајањем више мањих насеља. Покретач овога био је Мусолини лично.

## Становништво
Према резултатима пописа становништва 2011. у општини је живело 42.322 становника.
| 1931.  | 1936.  | 1951.  | 1961.  | 1971.  | 1981.  | 1991.  | 2001.  | 2011.  |
| ------ | ------ | ------ | ------ | ------ | ------ | ------ | ------ | ------ |
| 28.155 | 28.540 | 30.154 | 34.995 | 40.670 | 41.609 | 40.708 | 39.458 | 42.322 |

Империја данас има преко 40.000 становника, махом Италијана. Током протеклих деценија у град се доселило много досељеника из иностранства.

## Партнерски градови
- Фридрихсхафен
- Росарио
- Њупорт (Роуд Ајланд)

## Галерија
- Паразио, некада село, данас стари део града
- Градска катедрала
- Град ноћу